# Divers
Der Geschlechtseintrag divers (von lateinisch diversus ‚ungleichartig‘, ‚verschieden‘) bildet seit 2018 in Deutschland und seit 2019 in Österreich eine weitere rechtliche Option neben „weiblich“, „männlich“ oder in Deutschland auch offenem Geschlechtseintrag (siehe Dritte Option im Personenstandsgesetz ab 2013).
In Österreich gibt es bei unklarem Geburtsgeschlecht beziehungsweise bei Intergeschlechtlichkeit die Möglichkeit, den Geschlechtseintrag im Zentralen Personenstandsregister (ZPR) vorerst offen zu lassen, sodass es der Person später ermöglicht wird, sich selbst für das rechtliche Geschlecht zu entscheiden, das zu ihrer herangebildeten Geschlechtsidentität passt.

## Deutschland
Das Gesetz zur Änderung der in das Geburtenregister einzutragenden Angaben ermöglichte mit Wirkung zum 22. Dezember 2018, im Geburtenregister die Angabe „divers“ eintragen zu lassen (§ 45b, § 22 Abs. 3 PStG). Zusammen mit Personen, deren Geschlecht rechtlich offen gelassen wurde, gelten sie nach dem deutschen Personenstandsgesetz als „weder dem weiblichen noch dem männlichen Geschlecht zugeordnet“. Die im Folgenden aufgeführten Regelungen gelten deshalb gleichermaßen für diese beiden Teilgruppen, soweit sie nicht jeweils einzeln genannt sind.
Inzwischen gibt es eine Reihe gesetzlicher und anderer rechtlicher Regelungen zur Geschlechtszuordnung „divers“.

### Eintrag bei Geburt
Bei der ursprünglichen Eintragung des Geschlechts bei der Geburt gilt: Ist das Kind aufgrund seiner äußeren Geschlechtsmerkmale nicht zuordenbar, kann zwar trotzdem „weiblich“ oder „männlich“ eingetragen werden, aber der Geschlechtseintrag kann auch offengelassen werden, oder es kann „divers“ eingetragen werden (PStG § 22 Absatz 3; vergleiche Personenstandsgesetz ab 2013).

### Änderung des Eintrags
Eine spätere Änderung des Geschlechtseintrags diversgeschlechtlicher Menschen ist möglich (PStG § 45b): Erforderlich sind eine Erklärung der betreffenden Person vor dem zuständigen Standesamt sowie grundsätzlich eine ärztliche Bescheinigung, aus der hervorgeht, „dass eine Variante der Geschlechtsentwicklung vorliegt“. Nur wenn dies nicht oder nur durch eine unzumutbare Untersuchung möglich ist, kann die betreffende Person stattdessen eine eidesstattliche Versicherung abgeben. Mit der Erklärung können auch die Vornamen geändert werden.

### Bezeichnung für Mutter und Vater
Als Mutter eines Kindes wird immer diejenige Person eingetragen, die das Kind geboren hat; als Vater wird eine diversgeschlechtliche Person nur eingetragen, wenn die Vaterschaft gerichtlich festgestellt wurde (Vaterschaftsfeststellung). Bei einer Adoption („Annahme als Kind“) wird eine solche Person nicht als „Vater“ oder „Mutter“, sondern als „Elternteil“ eingetragen (PStV § 42).

### Ehe
Für eine Eheschließung unter Beteiligung einer diversgeschlechtlichen Person gilt wie bei einer gleichgeschlechtlichen Ehe das Recht des Registerstaats (geregelt im EGBGB: Einführungsgesetz zum Bürgerlichen Gesetzbuche Artikel 17b Absatz 4; eine „Kollisionsnorm“).

### Pass und Personalausweis

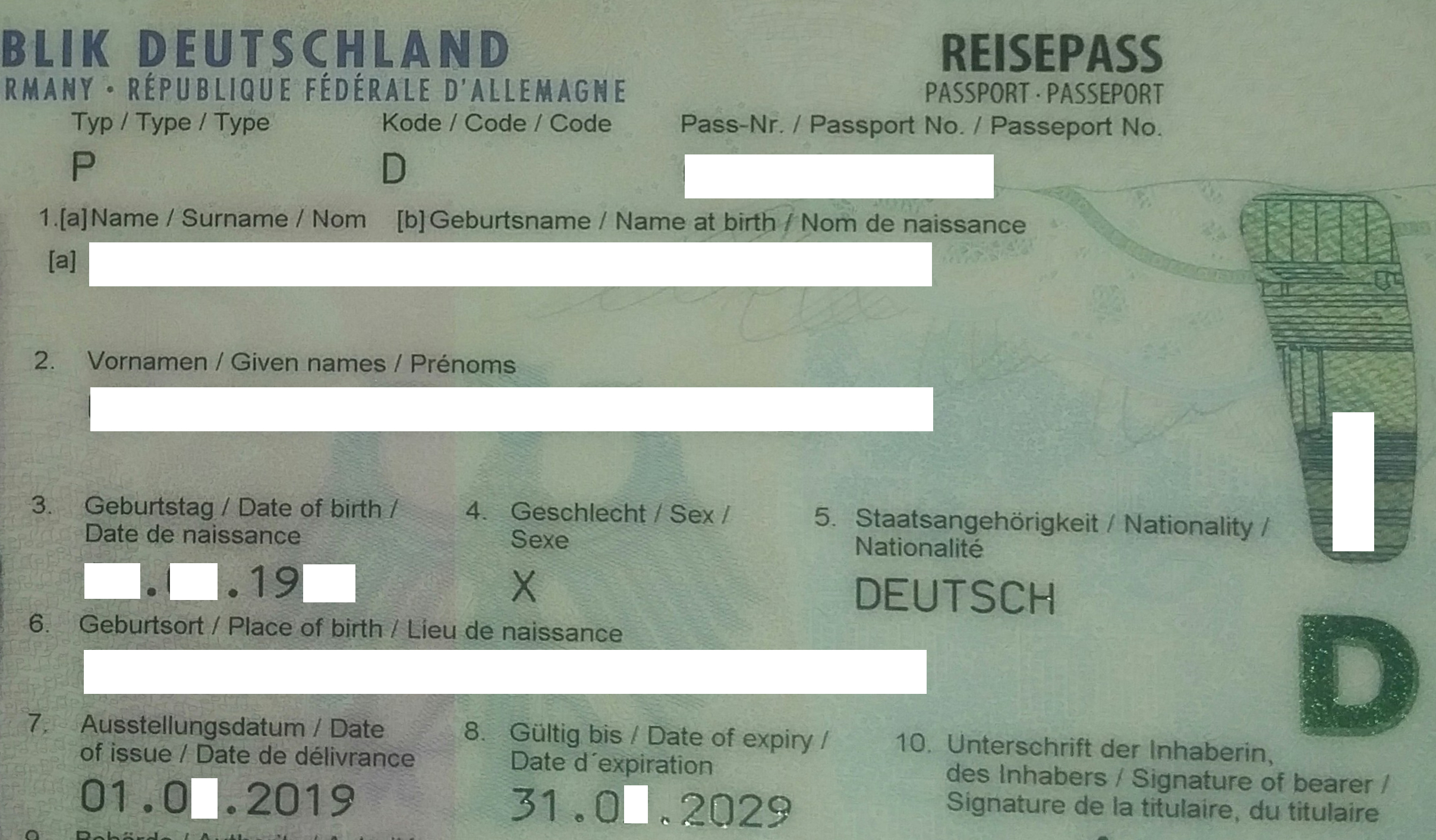
Ein deutscher Reisepass mit einem „X“ (Unspecified) als Angabe des Geschlechts (2019)

Im deutschen Reisepass muss grundsätzlich das Geschlecht vermerkt werden; Für Personen, die laut Melderegister weder weiblich noch männlich sind, ist auf der Passkartendatenseite der Eintrag „X“ und in der maschinenlesbaren Zone der Eintrag „<“ vorgesehen. Dies sehen die Spezifikationen der ICAO vor („X for unspecified“).
Der deutsche Personalausweis enthält keinen Geschlechtseintrag.

### Meldewesen
Der von den Einwohnermeldeämtern benutzte Datensatz für das Meldewesen (DSMeld) sieht in der aktuellsten Fassung vor:
„Es ist das Geschlecht anzugeben; dabei sind folgende Schlüssel zu verwenden:
m = männlich 
w = weiblich
d = divers

x = keine Angabe“

### Medizin
Im medizinischen Bereich ist nach Anlage 2 (Indikationsübergreifende Dokumentation (ausgenommen Brustkrebs)) der DMP-Anforderungen-Richtlinie in der aktuellsten Fassung „Männlich/Weiblich/Unbestimmt/Divers“ als Geschlecht vorgesehen.

Im Versichertenstammdatensatz auf der elektronischen Gesundheitskarte werden laut der gematik-Spezifikation folgende Werte verwendet:
M = maennlich
W = weiblich
X = unbestimmt

D = divers

### Rentenversicherungsnummer
Die Rentenversicherungsnummer unterscheidet zwischen „männliche Versicherte“ (Seriennummer 00–49) und „weibliche Versicherte und Versicherte ohne Angabe zum Geschlecht oder mit der Angabe „divers““ (50–99); sie gilt lebenslang.

### Rechtsprechung
Die Möglichkeit, als weder weiblich noch männlich eingetragen zu werden, steht nach einer Entscheidung des Oberlandesgericht Celle vom Mai 2017 auch transidenten Personen offen, die sich trotz körperlicher Eindeutigkeit nicht dem männlichen oder weiblichen Geschlecht zuordnen lassen. Diese Entscheidung erging vor dem Erlass des § 45b PStG (siehe oben). Zunächst war unklar, ob auch in diesem Fall nunmehr ein Arzt bescheinigen darf, „dass eine Variante der Geschlechtsentwicklung vorliegt“, so dass eine einfache Erklärung vor dem Standesamt ausreicht, oder ob hierzu weiter eine Gerichtsentscheidung erforderlich ist.
Im April 2020 entschied der Bundesgerichtshof gegen die klagende Person Lann Hornscheidt, dass eine Person mit eindeutig weiblichen oder eindeutig männlichen Körpermerkmalen nur in Anwendung des Transsexuellengesetzes (TSG) die Feststellung erwirken kann, „weder dem weiblichen noch dem männlichen Geschlecht zugehörig zu sein“. Durch die Anwendung des Verfahrens nach dem Transsexuellengesetz sind hierfür zwei Gutachten gerichtlich bestellter Sachverständiger erforderlich. Nach der gerichtlichen Feststellung der Nichtzugehörigkeit zum männlichen oder weiblichen Geschlecht kann die Person dann wählen, ob der Geschlechtseintrag im Geburtenregister in „divers“ geändert oder gestrichen (offengelassen) werden soll. Mit Unterstützung der Gesellschaft für Freiheitsrechte legte Hornscheidt gegen diesen Beschluss Verfassungsbeschwerde ein und beansprucht einen selbstbestimmten Geschlechtseintrag beim Standesamt, in diesem Fall die Streichung des falschen Geschlechtseintrags.

### Gesetze, die sich auf „Geschlecht“ beziehen
Gesetze, die sich ganz allgemein auf den Begriff „Geschlecht“ beziehen, gelten auch für Diversgeschlechtlichkeit, etwa Art. 3 GG, oder das AGG.

### Tatsächliche Nutzung des Geschlechtseintrags „divers“
Im Urteil des Bundesverfassungsgerichts zur dritten Option wurde 2017 eine Schätzung von 160.000 intergeschlechtlichen Menschen angegeben; der Ethikrat schätzte, dass etwa 80.000 intergeschlechtliche Menschen in Deutschland leben.
Seit dem 22. Dezember 2018 kann in Deutschland im Geburtsregister neben „männlich“ und „weiblich“ auch „divers“ eingetragen werden. Eine Umfrage der Presseagentur dpa in mehreren Bundesländern ergab bis April 2019 eine nur sehr geringe Nutzung. Während es in Schleswig-Holstein keine entsprechenden Eintragungen gab, wurden in Baden-Württemberg 2 Eintragungen vorgenommen, in Bayern 10 und in Nordrhein-Westfalen 8 Eintragungen. Die ARD berichtete im Mai 2019 auf Basis einer parlamentarischen Anfrage, dass insgesamt 69 Personen als „divers“ eingetragen wurden, davon 3 zur Geburt; Vornamensänderungen erfolgten 355 Mal und 250 Personenstandsänderungen wurden von „männlich“ zu „weiblich“ oder umgekehrt vermeldet.
Nach einer Umfrage des Evangelischen Pressedienstes Ende 2020 unter den zuständigen Behörden deutscher Großstädte ließen bis September in Münster 16 Personen ihren Geschlechtseintrag auf „divers“ ändern (2019: 5), in Berlin 6 (14), in Hamburg 6 (9), in München 6 (8), in Stuttgart 2 (1), in Köln 2 (0), in Göttingen 1 (3), in Düsseldorf 1 (1) und niemand in Frankfurt (4) und Dresden (2019: 2).
Bis Ende September 2020 hatten laut einer Umfrage des Bundesinnenministeriums unter den 16 Bundesländern insgesamt 394 Personen den Eintrag „divers“ oder „ohne Angabe“ nach eigener Wahl erhalten (etwa 70 % „divers“, vermutlich 275 Personen); 19 Neugeborene wurden als „divers“ eingetragen und 11 „ohne Angabe“ des Geschlechts (offengelassen). Zwischen „männlich“ und „weiblich“ wechselten in dem Zeitraum 1191 Personen.
Bis zum Stichtag 15. Mai 2022 hatten in Deutschland 969 Menschen den Geschlechtseintrag „divers“ eintragen lassen und 1.259 Personen keine Angabe zum Geschlecht. Somit bestand für 0,001522 Prozent der Bevölkerung ein Eintrag ohne Geschlechtsangabe und für 0,001171 Prozent der Geschlechtseintrag „divers“.

## Österreich
Aufgrund des Erkenntnisses des Verfassungsgerichtshofes von Juni 2018, nach dem auch ein dritter „positiver“ Geschlechtseintrag zulässig sein müsse, womit der beschwerdeführenden Partei Alex Jürgen als erster Person in Österreich der Geschlechtseintrag divers im Zentralen Personenstandsregister (ZPR) eingetragen wurde.
Um die Umsetzung nach dem Erkenntnis nur auf intergeschlechtliche Personen, und dies nur unter Vorlage eines „einschlägigen medizinischen Gutachtens“, einzuengen, hat das Bundesministerium für Inneres (BMI) auf Anordnung des damaligen Innenministers Herbert Kickl (FPÖ) an die Ämter der Landesregierungen und an die Wiener Magistratsabteilungen 35 und 63 einen diesbezüglichen Erlass verschickt („Kickl-Erlass“), mit dem die Verwaltungsbehörden in Abstimmung mit dem Bundesministerium für Arbeit, Soziales, Gesundheit und Konsumentenschutz (kurz: Sozialministerium) und mit dem Bundesministerium für Verfassung, Reformen, Deregulierung und Justiz zu folgender Vorgangsweise verhalten werden:

### Einrichtung von Versorgungsstellen für die Varianten der Geschlechtsentwicklung (VdG)
In Punkt 1 des oben angeführten Erlasses definiert das BMI eine Variante der Geschlechtsentwicklung (VdG) wie folgt:

„Unter dem hier zu Grunde gelegten Begriff der ‚VdG‘ ist die medizinisch nicht eindeutige Zuordnung einer Person zum männlichen oder weiblichen Geschlecht aufgrund einer atypischen Entwicklung des biologischen (chromosomalen, anatomischen und/oder hormonellen) Geschlechts zu verstehen. Eine Änderung des Eintrags auf den Begriff ‚divers‘ (und allenfalls wieder zurück auf männlich oder weiblich) ist daher nur auf Basis eines einschlägigen medizinischen Gutachtens durchzuführen.“

Um „vor dem Hintergrund der Komplexität der Thematik“ sollten „zur Sicherstellung der Einheitlichkeit des Vollzugs“ „über spezielle Fachkenntnis verfügende[] interdisziplinäre[] und multiprofessionelle[] medizinische[] Expertengruppe[n], […] sogenannte[] VdG-Boards (VdG=Variante der Geschlechtsentwicklung)“ eingerichtet werden. Eine Liste mit diesen Versorgungsstellen für die Varianten der Geschlechtsentwicklung wurden in einer Liste des Sozialministeriums veröffentlicht. Nach Darstellung von Helmut Graupner, Rechtsanwalt von Alex Jürgen sowie Präsident des Rechtskomitees LAMBDA, im Mai 2019 gab es zu diesem Zeitpunkt diese „VdG-Boards“ jedoch noch nicht.

### Nachträgliche Änderung des Geschlechtseintrags auf „divers“
Auf Antrag (ebenfalls nach Punkt 1 des Erlasses des BMI) kann nun seit Anfang 2019 einer betroffenen Person (einem „Menschen mit VdG“) im Rahmen eines Verwaltungsverfahrens gemäß § 41 Abs. 1 PStG 2013 (= Personenstandsgesetz) der ursprüngliche Geschlechtseintrag männlich bzw. weiblich auf divers im Zentralen Personenstandsregister (ZPR; vormals im Geburtenbuch) nachträglich geändert werden, um damit entsprechende personenstandsrechtliche Urkunden zu bekommen. Voraussetzung ist die Vorlage eines „einschlägigen medizinischen Gutachtens“, wie oben beschrieben.
In Punkt 2 des an die vollziehenden Behörden gerichteten Erlasses wird ausdrücklich darauf hingewiesen, „dass die Eintragung der Geschlechtsvariante ‚divers‘ direkt anlässlich der Geburt nicht in Betracht“ komme, andererseits aber nach Meinung des BMI „eine Änderung der Eintragung gemäß § 41 Abs. 1 PStG 2013 auf ‚offen‘“ (siehe unten) „rechtlich nicht zulässig“ sei.

### Eintragung des Geschlechts anlässlich der Geburtsbeurkundung
Da der Verfassungsgerichtshof in seinem Erkenntnis nicht nur über die nachträgliche Änderung des Geschlechtseintrages, wie von der Beschwerde führenden Person gefordert, entschieden hat, sondern auch über die Eintragung des Geschlechts anlässlich der Geburtsbeurkundung festgestellt hat, „dass die Verpflichtung zum Schutz der Geschlechtsidentität von Menschen mit einer VdG insbesondere auch dann zum Tragen kommt, wenn bei der Geburt eine eindeutige Zuordnung zum männlichen oder weiblichen Geschlecht medizinisch nicht möglich ist“ musste das BMI auch für diesen Fall eine Lösung finden.
Wenn „für [den] Arzt oder [die] Hebamme nach der Geburt des Kindes eine eindeutige medizinische Zuordnung des Geschlechts nicht möglich“, das Kind also augenscheinlich intergeschlechtlich ist, kann nunmehr nach Punkt 2 des Erlasses die Eintragung und Beurkundung des rechtlichen Geburtsgeschlechts im Sinne des § 40 Abs. 1 PStG 2013 vorübergehend offen gelassen werden. „Diese unvollständige Eintragung ist im Zentralen Personenstandsregister und in der Geburtsurkunde mit dem Begriff ‚offen‘ darzustellen.“ Es sei jedoch zu beachten, „dass es sich hiebei nicht um eine weitere (vierte) Geschlechtskategorie handelt, sondern nur um die begriffliche Darstellung der unvollständigen Eintragung.“
Die Personenstandsbehörde hat gemäß § 41 Abs. 2 PStG 2013 eine unvollständige Eintragung zu ergänzen, sobald der vollständige Sachverhalt ermittelt worden ist. Da die Behörde die Frage nach dem Geschlecht des Kindes selbst nicht beurteilen kann, weil es sich dabei um eine medizinische und nicht um eine rechtliche Fragestellung handelt, „wird diese Ergänzung regelmäßig nicht nach einer von der Behörde festgelegten Frist, sondern [erst] aufgrund einer entsprechenden Information des Betreffenden bzw. seines gesetzlichen Vertreters entsprechend der medizinischen Entwicklung des Kindes möglich sein.“ Zu beachten sei jedoch, dass für die nachträgliche Ergänzung des Geschlechtseintrags – wie für eine nachträgliche Änderung des ursprünglichen Geschlechtseintrags auf divers (siehe oberhalb) – „im Hinblick auf die Komplexität der dahinterstehenden medizinischen Vorfrage“ ebenfalls ein spezifisches Gutachten eines „VdG-Boards“ nach Punkt 1 des Erlasses vorgelegt werden muss. Zulässig sind alle drei Varianten des Geschlechtseintrages, also nicht nur männlich oder weiblich, sondern auch dann die Eintragung mit divers.
Per Erlass des Innenministeriums im September 2020 sind folgende Eintragungen im Zentralen Personenstandsregister (ZPR) möglich:
- divers
- inter
- offen
- kein Eintrag

Der Anzeige der Geburt mit der Festlegung der Bezeichnung erfolgt grundsätzlich durch eine Hebamme oder einen Arzt oder eine Ärztin. Falls zu einem späteren Zeitpunkt eine Änderung der Geschlechtszuordnung vorgenommen werden soll, ist ein Fachgutachten notwendig.

## Genderneutrale Schreibung im Deutschen
Viele Gleichstellungsbeauftragte in Behörden, Institutionen und Unternehmen haben ab 2019 neue oder überarbeitete Leitfäden zur gendergerechten Sprache veröffentlicht, um diversgeschlechtliche Personen einzubeziehen (Inklusion) und der Vielfalt, der sozialen Diversität zu entsprechen (vergleiche Verbreitung des Gendersterns und Liste von Einrichtungen, die Genderzeichen nutzen).

### Rat für deutsche Rechtschreibung
Im November 2018 veröffentlichte der Rat für deutsche Rechtschreibung (RfdR) einen Bericht und Vorschläge zur „geschlechtergerechten Schreibung“; bezüglich der rechtlichen Einführung der dritten Geschlechtsoption stellte der Rat fest, dass

„der gesellschaftliche Diskurs über die Frage, wie neben männlich und weiblich ein drittes Geschlecht oder weitere Geschlechter angemessen bezeichnet werden können, sehr kontrovers verläuft. Dennoch ist das Recht der Menschen, die sich weder dem männlichen noch dem weiblichen Geschlecht zugehörig fühlen, auf angemessene sprachliche Bezeichnung ein Anliegen, das sich auch in der geschriebenen Sprache abbilden soll. Die Beobachtung der geschriebenen Sprache zeigt dazu derzeit […] verschiedene orthographische Ausdrucksmittel wie Unterstrich (Gender-Gap), Asterisk (Gender-Stern) oder den Zusatz männlich, weiblich, divers (m, w, d) nach dem generischen Maskulinum. Diese entsprechen in unterschiedlichem Umfang den Kriterien für geschlechtergerechte Schreibung.“

Im März 2021 bekräftigt der Rat „seine Auffassung, dass allen Menschen mit geschlechtergerechter Sprache begegnet werden soll und sie sensibel angesprochen werden sollen. Dies ist allerdings eine gesellschaftliche und gesellschaftspolitische Aufgabe, die nicht allein mit orthografischen Regeln und Änderungen der Rechtschreibung gelöst werden kann.“ Zu den Genderzeichen erklärt der Rechtschreibrat, dass „die Aufnahme von Asterisk (‚Gender-Stern‘), Unterstrich (‚Gender-Gap‘), Doppelpunkt oder anderen verkürzten Formen zur Kennzeichnung mehrgeschlechtlicher Bezeichnungen im Wortinnern in das Amtliche Regelwerk der deutschen Rechtschreibung [werden] zu diesem Zeitpunkt nicht empfohlen. […] Der Rat für deutsche Rechtschreibung wird die weitere Schreibentwicklung beobachten.“

### Anrede
Spätestens seit der Einführung der diversgeschlechtlichen Option wird im deutschen Sprachraum die Frage diskutiert, wie betreffende Personen angemessen und korrekt anzusprechen sind, auch in schriftlicher Korrespondenz. Allgemeinverbindliche Vorgaben von Behörden oder faktisch als regulativ angesehenen Stellen wie der Duden-Redaktion gibt es hierzu nicht. Ein häufiger Vorschlag in Handreichungen zur geschlechtergerechten Sprache ist die Anrede mit vollem Namen: „Guten Tag, Kai Mustermann,…“. Dort wo es möglich ist, wird auch von der deutschen Antidiskriminierungsstelle des Bundes empfohlen, die Ansprache als „Frau“ oder „Herr“ wegzulassen und Vor- und Nachnamen zu verwenden (etwa bei der Anschrift).
 Im Dezember 2020 entschied das Landgericht Frankfurt am Main in einem Rechtsstreit: „Für das Auftreten in einer bestimmten Geschlechtsidentität ist nach allgemeinem Verständnis die Anredeform von zentraler Bedeutung […] Der Schutz des allgemeinen Persönlichkeitsrechts beginnt für Personen nicht-binären Geschlechts nicht erst mit erfolgter Personenstandsänderung“. Es ging dabei darum, ob bei einem Online-Formular eine Entscheidung zwischen der Anrede als „Herr“ oder „Frau“ zwingend verlangt werden könne. Stattdessen sei eine neutrale Grußformel wie „Guten Tag“ zu schaffen oder gänzlich auf eine geschlechtsspezifische Anrede zu verzichten.

### Genderneutrale Stellenausschreibung
Um der dritten Geschlechtsoption beispielsweise im Sinne des deutschen Allgemeinen Gleichbehandlungsgesetzes (AGG) bei Stellenausschreibungen Rechnung zu tragen, wird seit 2019 häufig der Klammerzusatz „(m/w/d)“ nach der generisch maskulinen Berufsbezeichnung verwendet, wobei das d für „divers“ steht: Verkäufer (m/w/d). Eine Rechtsverbindlichkeit für diese Form der Ausschreibung besteht nicht, aber das AGG „verlangt grundsätzlich merkmalsneutrale Stellenausschreibungen“, wie die Antidiskriminierungsstelle des Bundes anmerkt.
Das Duden Handbuch geschlechtergerechte Sprache nannte im April 2020 drei mögliche Abkürzungen: (m/w/d) für „männlich/weiblich/divers“ oder (m/w/i) „m/w/intergeschlechtlich“ oder (m/w/x) für alle denkbaren Varianten. Insbesondere bei englischen Bezeichnungen, zu denen im Deutschen keine feminine Form vorliegt, wird die Klammer angefügt:
- Senior Consultant (m/w/d) Risikomanagement gesucht

Um die Verwendung maskuliner Personenbezeichnungen zu vermeiden, macht das Duden-Handbuch Vorschläge zur geschlechtsneutralen Umformulierung:
- Redaktionsstelle/Praktikum zu vergeben ab 1. Juli 2020
- Zum 1. Juli 2020 ist die Leitung der Abteilung neu zu besetzen.
- Gefordert sind Organisations- und Verkaufstalent …

Die Gesellschaft für deutsche Sprache nannte im August 2020 als Beispiel:
- Statt: Wir suchen Maler. – Besser so: Wir suchen Maler (m/w/d).

Mehrere aktuelle Sprachleitfäden von Stadt- und Hochschulverwaltungen gendern in ihren Stellenanzeigen zusätzlich oder stattdessen mit Schrägstrich, Genderstern, Doppelpunkt oder Unterstrich:
- Uni Köln: Controller/Controllerin (w/m/d)[44]
- TU-Berlin: wiss. Mitarbeiter*in (m/w/d/k. A.)[45]
- Uni Wien: die Position eines/einer IT-Entwickler*in/IT-Qualitätssicherung[46]
- Stadt Freiburg: Pädagogische Fachkraft (w/m/d) … anerkannte_r Erzieher_in[47]

Im Juni 2021 beschloss das Landesarbeitsgericht Schleswig-Holstein, dass die Verwendung von Gendersternchen in Stellenausschreibungen keine Diskriminierung von Personen mit nichtbinärer Geschlechtsidentität darstellt (Details). Zahlen der Jobbörse Indeed von 2021 zeigen, dass Gendersterne nur in rund 15 % der Stellenanzeigen genutzt werden; 75 % aller Ausschreibungen verwenden den Zusatz m/w/d (männlich/weiblich/divers).